# Якуб Абдулкарим
Якуб Абдулкарим Салим аль-Касми (араб. يعقوب بن عبدالكريم القاسمي‎; родился 16 февраля 1990 года, Оман) — оманский футболист, нападающий, выступающий за оманский клуб «Сахам» и сборную Омана по футболу.

## Клубная карьера
Якуб Абдулкарим начинал свою профессиональную карьеру футболиста в оманском клубе «Сахам» в 2007 году, воспитанником которого он является. За эту команду он выступает и по сей день.

### Клубная статистика
| Клуб             | Сезон            | Дивизион           | Чемпионат | Чемпионат | Кубок | Кубок | Азия | Азия | Другие | Другие | Все голы | Все голы |
| Клуб             | Сезон            | Дивизион           | Игры      | Голы      | Игры  | Голы  | Игры | Голы | Игры   | Голы   | Игры     | Голы     |
| ---------------- | ---------------- | ------------------ | --------- | --------- | ----- | ----- | ---- | ---- | ------ | ------ | -------- | -------- |
| Сахам            | 2008/09          | Оманская проф.лига | -         | 1         | -     | 0     | 0    | 0    | -      | 0      | -        | 3        |
| Сахам            | 2009/10          | Оманская проф.лига | -         | 2         | -     | 3     | 6    | 1    | -      | 0      | -        | 3        |
| Сахам            | 2012/13          | Оманская проф.лига | -         | 8         | -     | 3     | 0    | 0    | -      | 0      | -        | 11       |
| Сахам            | 2013/14          | Оманская проф.лига | -         | 3         | -     | 0     | 0    | 0    | -      | 1      | -        | 4        |
| Сахам            | Всего            | Всего              | -         | 14        | -     | 6     | 6    | 1    | -      | 1      | -        | 22       |
| Всего за карьеру | Всего за карьеру | Всего за карьеру   | -         | 14        | -     | 6     | 6    | 1    | -      | 1      | -        | 22       |

## Международная карьера
Якуб Абдулкарим выступает за сборную Омана по футболу с 2009 года. Дебютировал в составе сборной Абдулкарим 17 ноября 2009 года в товарищеском матче против сборной Бразилии. Он был включён в заявку сборной на Кубок Азии 2015.

### Голы за сборную Омана
|   | Дата           | Место                                     | Соперник | Счёт | Итог | Соревнование      |
| - | -------------- | ----------------------------------------- | -------- | ---- | ---- | ----------------- |
| 1 | 30 января 2013 | Султан Кабус Спорт Комплекс, Маскат, Оман | Китай    | 1-0  | 1-0  | Товарищеский матч |